# Юз
Юз — скольжение колеса или гусеницы транспортного средства по опорной поверхности, при котором колесо или гусеничная лента вращаются/перематываются медленнее, чем это необходимо для данной скорости. Наиболее распространённый случай юза — блокировка (полная остановка вращения) колеса или гусеницы в движении. Юз возможен только при замедлении/торможении и только в продольном направлении движения. Скольжение колеса/гусеницы в продольном направлении при разгоне называется буксованием. Скольжение в поперечном направлении — уводом. 
Во избежание юза на современных автомобилях применяют антиблокировочные системы, оптимизирующие тормозное усилие для предотвращения юза. На железнодорожном транспорте для аналогичных целей давно применяется регулирование тормозного усилия в зависимости от загрузки с помощью грузового авторежима.

## Последствия езды юзом
- Возможное повышение тормозного пути, угроза ДТП.
- Дестабилизация автомобиля: значительное снижение эффективности рулевого управления при блокировке передних колес, занос и возможный разворот автомобиля при блокировке задних колёс.
- Очаговый износ шин.
- Для рельсовых транспортных средств (трамваи, подвижной состав железных дорог и метро) движение юзом приводит к истиранию заблокированных колёс в месте их соприкасания с рельсом и появлению на бандаже колеса плоского участка — так называемого ползуна. Наличие ползунов (несимметричности колёс относительно оси вращения) приводит к повышению шумности (стук от последующих ударов образовавшейся лыски о рельс), вибрации (расстояние оси колёсной пары до поверхности рельса уже непостоянно при движении), разрушению рельсового пути. Для устранения этих вредных явлений колёсные пары с ползунами необходимо обтачивать, а рельсовые пути обрабатывать рельсошлифовальным вагоном. Бандажи, сточившиеся таким образом называют «квадратными».
- У гоночных автомобилей с мягкими шинами езда с юзом также может привести к появлению плоских участков на шинах, что делает машину менее манёвренной и повышает риск поломок подвески.